# Renault Type CQ
Der Renault Type CQ war ein frühes Personenkraftwagenmodell von Renault. Er wurde auch 11 CV genannt.

## Beschreibung
Die nationale Zulassungsbehörde erteilte am 11. April 1912 ihre Zulassung. Es war das erste Mittelklasse-Modell von Renault mit dem Namen 11 CV. Nachfolger wurde 1913 der Renault Type DM.
Ein wassergekühlter Vierzylindermotor mit 75 mm Bohrung und 120 mm Hub leistete aus 2121 cm³ Hubraum 11 PS. Die Motorleistung wurde über eine Kardanwelle an die Hinterachse geleitet. Die Höchstgeschwindigkeit war je nach Übersetzung mit 31 km/h bis 46 km/h angegeben.
Bei einem Radstand von 300,5 cm und einer Spurweite von 134 cm war das Fahrzeug 421 cm lang und 161,5 cm breit. Der Wendekreis war mit 10 Metern angegeben. Das Fahrgestell wog 650 kg, das Komplettfahrzeug 1400 kg. Zur Wahl standen Torpedo und Limousine.
Das Fahrgestell kostete 6800 Franc mit gewöhnlichen Reifen und 7175 Franc mit abnehmbaren Reifen. Der Preis für einen Torpedo betrug 8200 Franc.